# Яковці
Я́ковці (болг. Яковци) — село у Великотирновській області Болгарії. Входить до складу общини Єлена.

## Населення
За даними перепису населення 2011 року у селі проживали 36 осіб, з них 35 осіб (97,2%) — болгари.
Розподіл населення за віком у 2011 році:
Динаміка населення: